# Joseph Zen Ze-kiun
Joseph Zen Ze-kiun (in cinese tradizionale: 陳日君 pinyin: Chén Rìjūn; Shanghai, 13 gennaio 1932) è un cardinale e vescovo cattolico cinese, dal 15 aprile 2009 vescovo emerito di Hong Kong.

## Biografia
Nasce a Shanghai, sede vescovile, il 13 gennaio 1932; è il sesto dei sette figli di Vincent Zen e Margaret Tseu, devoti cattolici.

### Formazione e ministero sacerdotale
Entra nel noviziato della Società salesiana di San Giovanni Bosco ad Hong Kong: emette la professione semplice dei voti il 16 agosto 1949 e quella solenne il 16 agosto 1955.
Studia presso la facoltà teologica del Pontificio Ateneo Salesiano di Torino, poi a Roma.
L'11 febbraio 1961 è ordinato presbitero, a Torino, dal cardinale Maurilio Fossati.
Rientrato in patria, ricopre il ruolo di insegnante presso lo studentato salesiano di Hong Kong e presso il seminario diocesano Holy Spirit. È, inoltre, superiore provinciale per la Cina dei Salesiani. Dal 1989 al 1996 è insegnante di teologia sacramentaria e filosofia in alcuni seminari cinesi.

### Ministero episcopale e cardinalato

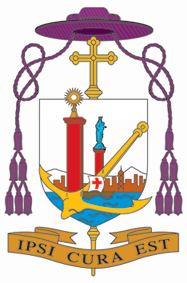
Stemma da vescovo

Stemma da cardinale nella versione con caratteri cinesi

Il 13 settembre 1996 papa Giovanni Paolo II lo nomina vescovo coadiutore di Hong Kong; il 9 dicembre successivo riceve l'ordinazione episcopale, con il vescovo John Tong Hon (poi cardinale), nella cattedrale dell'Immacolata Concezione di Hong Kong, dal cardinale John Baptist Wu Cheng-chung, coconsacranti il cardinale Peter Seiichi Shirayanagi e l'arcivescovo Charles Asa Schleck.
Il 23 settembre 2002, con la scomparsa del cardinale John Baptist Wu Cheng-chung, succede alla sede di Hong Kong.
Il 24 marzo 2006 papa Benedetto XVI lo crea cardinale presbitero di Santa Maria Madre del Redentore a Tor Bella Monaca; il 31 maggio seguente prende possesso del titolo.
Il 19 marzo 2008 eleva la condanna della diocesi di Hong Kong contro la repressione cinese dei dimostranti tibetani; nello stesso anno scrive le meditazioni per la via Crucis presieduta dal papa al Colosseo la sera del Venerdì Santo.
Il 15 aprile 2009 papa Benedetto XVI accoglie la sua rinuncia, presentata per raggiunti limiti di età; gli succede il vescovo coadiutore John Tong Hon.
Il 13 gennaio 2012 compie ottant'anni e, in base a quanto disposto dal motu proprio Ingravescentem Aetatem di papa Paolo VI del 1970, perde il diritto di voto in un futuro conclave e decade da tutti gli incarichi ricoperti nella Curia romana: era infatti membro della Congregazione per il culto divino e la disciplina dei sacramenti, della Congregazione per l'evangelizzazione dei popoli, dell'XI Consiglio ordinario della Segreteria generale del Sinodo dei vescovi e del Consiglio speciale per l'Asia della Segreteria generale del Sinodo dei vescovi.
Il 9 gennaio 2016 il cardinale Zen Ze-kiun – già consigliere di Benedetto XVI per la Cina ma emarginato da papa Francesco – critica con una durissima requisitoria la diplomazia vaticana nei confronti della Cina.
Nell'ottobre 2020 tenta vanamente di incontrare il papa per dissuaderlo dal rinnovare l'accordo tra la Cina e il Vaticano e in una lunga lettera critica aspramente il segretario di Stato Pietro Parolin per le parole da questi espresse alcuni giorni prima in un convegno a Milano a favore del patto.
Nel maggio 2022 viene arrestato, insieme ad altri attivisti democratici, dalla polizia per la sicurezza nazionale di Hong Kong, con il sospetto di collusione con forze straniere per mettere in pericolo la sicurezza nazionale cinese; viene rilasciato dopo il pagamento di una cauzione.
Nel febbraio 2023 viene resa nota la sua candidatura al premio Nobel per la pace.
È uno dei cardinali che hanno celebrato la messa tridentina dopo la riforma liturgica.

## Genealogia episcopale e successione apostolica
La genealogia episcopale è:
- Cardinale Scipione Rebiba
- Cardinale Giulio Antonio Santori
- Cardinale Girolamo Bernerio, O.P.
- Arcivescovo Galeazzo Sanvitale
- Cardinale Ludovico Ludovisi
- Cardinale Luigi Caetani
- Cardinale Ulderico Carpegna

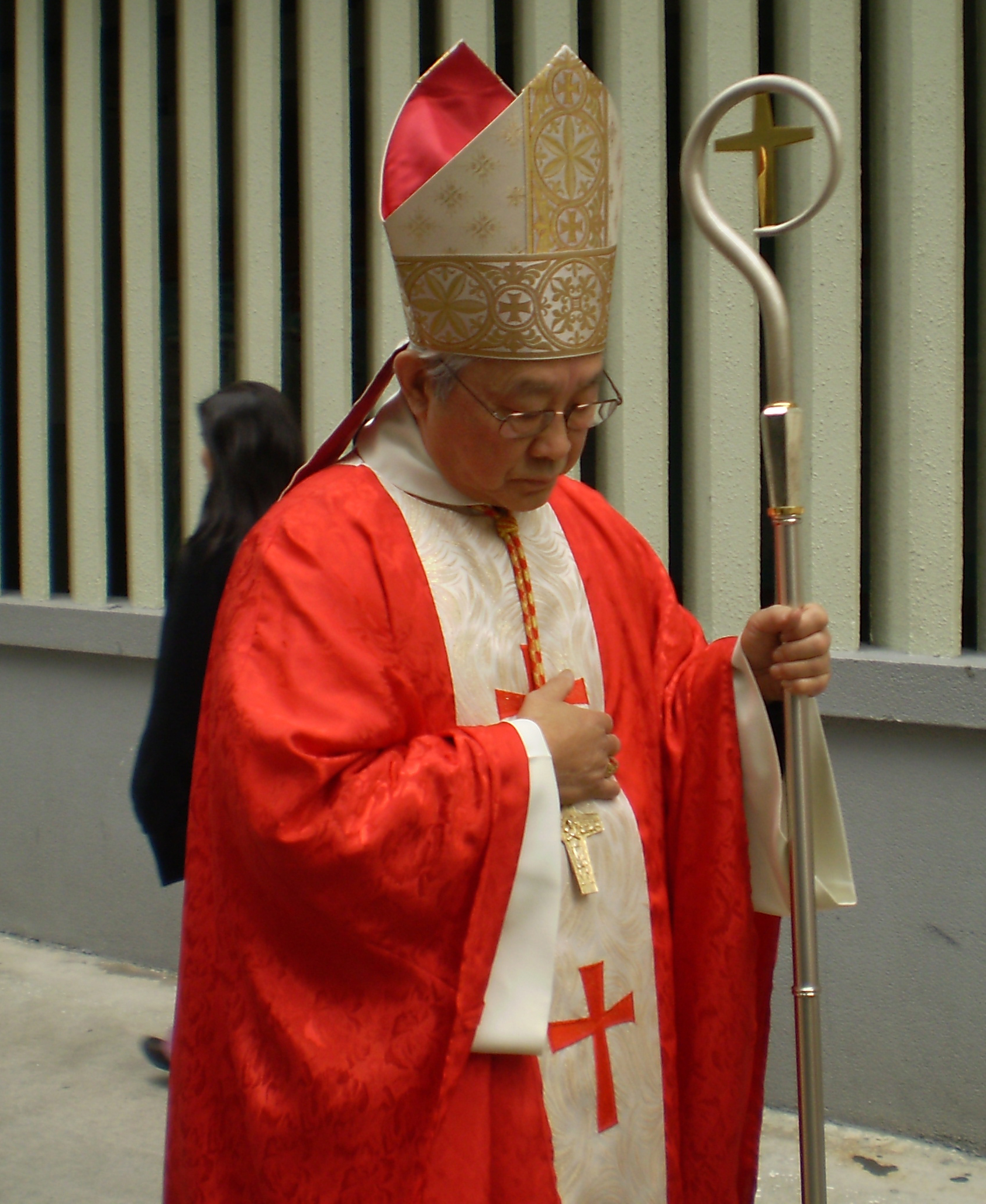
Il cardinale Zen durante una celebrazione liturgica

- Cardinale Paluzzo Paluzzi Altieri degli Albertoni
- Papa Benedetto XIII
- Papa Benedetto XIV
- Papa Clemente XIII
- Cardinale Bernardino Giraud
- Cardinale Alessandro Mattei
- Cardinale Pietro Francesco Galleffi
- Cardinale Giacomo Filippo Fransoni
- Cardinale Carlo Sacconi
- Cardinale Edward Henry Howard
- Cardinale Mariano Rampolla del Tindaro
- Cardinale Rafael Merry del Val
- Arcivescovo Duarte Leopoldo e Silva
- Arcivescovo Paulo de Tarso Campos
- Cardinale Agnelo Rossi
- Cardinale John Baptist Wu Cheng-chung
- Cardinale Joseph Zen Ze-kiun, S.D.B.

La successione apostolica è:
- Vescovo Luciano Capelli, S.D.B. (2007)